# Ivar Lo-Johansson
Ivar Lo-Johansson (Ösmo, 23 febbraio 1901 – Stoccolma, 11 aprile 1990) è stato uno scrittore svedese vincitore del Nordic Council's Literature Prize nel 1979, noto esponente della cosiddetta letteratura proletaria. Nei suoi romanzi soprattutto, ma anche occasionalmente in racconti e rari articoli di giornale, ha narrato soprattutto le condizioni dei lavoratori svedesi, soffermandosi soprattutto sulla questione della Jordreform (Riforma della terra) - che, in sintesi, prevedeva una più equa distribuzione dei lotti appartenenti allo Stato ai contadini.

## Romanzi principali
- Vagabondliv i Frankrike (1927)
- Kolet i våld (1928)
- Ett lag historier (1928)
- Nederstigen i dödsriket (1929)
- Zigenare (1929)
- Mina städers ansikten (1930)
- Jag tvivlar på idrotten (1931)
- Måna är död (1932)
- Godnatt, jord (1933)
- Statarna (1936-37)
- Jordproletärerna (1941)
- Bara en mor (1939)
- Traktorn (1943)
- Geniet (1947)
- En proletärförfattares självbiografi (1951-60)